# Горбун (река)
Горбу́н — река на Дальнем Востоке России в Бикинском районе Хабаровского края.
Длина реки 30 км, площадь бассейна 156 км², общее падение реки 346 м, средний уклон 11,6 ‰. Ширина реки Горбун 4—8 м, средняя глубина 0,2 — 0,3 м, скорость течения воды 0,3 — 0,6 м/с.
Горбун берёт начало на юго-западном склоне горы Берёзовой, течёт на северо-запад и запад в центральной части Сихотэ-Алиня. Напротив села Лермонтовка Бикинского района Хабаровского края (станция Розенгартовка Хабаровского отделения Дальневосточной железной дороги) впадает в реку Бира слева, в 14 км от её устья.
Основные притоки: р. Чаплия, впадающая слева.
На реке стоит село Пушкино.
Сток в течение года распределен крайне неравномерно: почти 95 % годового объёма проходит в теплый период. В летнее время часты паводки, вызываемые в основном интенсивными продолжительными дождями.